# Pubquiz

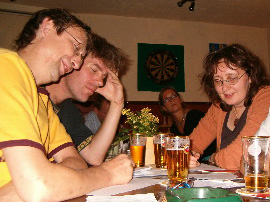
Kandidaten bij de Pubquiz Amsterdam

Een pubquiz (ook wel: quiz night) is een quiz die eenmaal per week of maand in een pub of café wordt gehouden. Als een café een dergelijke quiz organiseert, wordt dit vaak op de deur en op de site van het betreffende café vermeld. Via de site en in het café kunnen mensen die mee willen doen zich dan aanmelden.

## Format
De kandidaten beantwoorden in teamverband vragen die door een quizmaster gesteld worden. De quiz bestaat uit verschillende rondes waaronder een geluidsronde en plaatjesronde, en de beloning bestaat meestal uit (ludieke) prijzen of kwijtschelding van de drankrekening. Soms worden er bonusvragen gesteld waarmee extra drank, sponsormaterialen of andere prijzen zijn te verdienen.
De vragen kunnen over van alles en nog wat gaan, maar vaak is er een grote rol weggelegd voor actualiteiten, muziek, film, reizen en – uiteraard – drank. De pubquiz moet dus niet verward worden met een popquiz, waarbij alle vragen over muziek gaan. Bij sommige pubquizzen is er ook een zogenaamde "tactiele ronde" waarbij er bijvoorbeeld de naam van tien soorten chips, koekjes, snoepjes of iets anders geraden moet worden.
De quiz wordt vaak muzikaal omlijst door bands of zangeressen die in de pauzes optreden. Als er een muziekronde is, spelen of zingen zij ook de muzieknummers waarover de vragen in deze ronde worden gesteld. In kleine kroegen of als er geen bands of zangeressen beschikbaar zijn, verzorgt een dj de muzikale omlijsting door muziek in de pauzes te draaien. Hij/zij draait dan ook de muzieknummers voor de muziekronde als deze er is.
In België wordt deze vorm van quiz ook veel georganiseerd door sport- en andere verenigingen om inkomsten te krijgen. Dit wordt ook wel een zaalquiz genoemd. De quiz vindt dan meestal jaarlijks plaats, niet in een pub, maar in het lokaal van de vereniging of in een zaal van de gemeente. Er wordt ook een nationale ranglijst bijgehouden van de deelnemende quizploegen in het circuit.

## Geschiedenis
De pubquiz is een uit Angelsaksische landen overgewaaid fenomeen, dat lijkt aan te slaan in Nederland en België. Café-eigenaren trekken er extra publiek mee op avonden dat het normaal rustig is in de horeca, en het publiek lijkt de combinatie van uitgaan en een ouderwetse spelletjesavond met vrienden te waarderen.
Tijdens de coronacrisis in 2020 en 2021 doken er verschillende online pubquiz-varianten op die de traditionele pubquiz vanuit de kroeg naar de woonkamers in Nederland bracht. Dit was populair geworden omdat men niet meer bij elkaar in de kroeg kon spelen in tijden van crisis. Op deze manier kon men dan thuis een pubquiz spelen. Ook zijn er via internet pubquizzen te downloaden die met behulp van PowerPoint en een beamer op een scherm of muur geprojecteerd kunnen worden zodat men ook zelf een pubquiz kan organiseren, thuis of op locatie.
Omroep MAX zendt sinds 2019 jaarlijks MAX Pubquiz uit. In een studio die is aangekleed in kroegsfeer strijden verschillende teams om de MAX Pubquiz Trofee. Ze moeten vragen beantwoorden in vijf verschillende rondes en de antwoorden intoetsen op een tablet. Elke aflevering gaat het team met de meeste punten naar de finale, waarin de zes beste teams strijden om de trofee.  MAX Pubquiz wordt gepresenteerd door Sybrand Niessen en muzikaal omlijst door Jan Rietman met een band.